# Курка-гриль

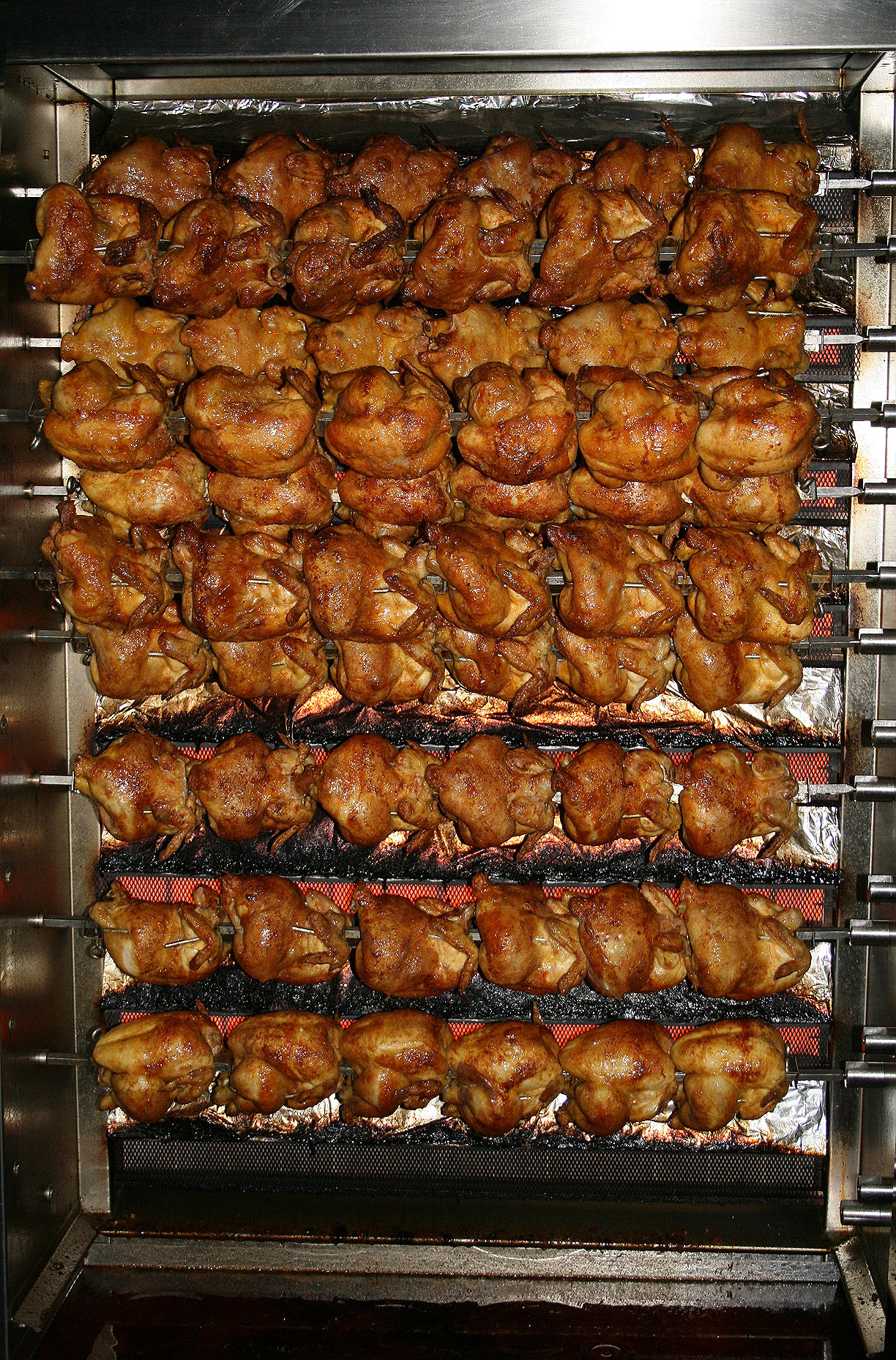
Курка на грилі

Курка-гриль — це страва з курки, яка готується на грилі за допомогою прямого тепла, у якому курку ставлять поруч із джерелом тепла.
Електричні або газові нагрівальні елементи можна використовувати за допомогою регульованого інфрачервоного тепла. Ці типи грилів виявилися досить функціональними для приготування курки у стилі гриль. Залишки курки на грилі можна використовувати для приготування різноманітних страв, таких як суп, курячий салат і бутерброди.

## Продуктовий лідер збитків
Кури-грилі часто продаються за нижчою ціною, ніж сирі цілі кури в продуктових магазинах. Для виправдання цього явища часто дають два пояснення. По-перше, деякі продуктові магазини можуть використовувати курчат-гриль як лідерів збитків, щоб залучити покупців у магазин. Логіка цієї теорії полягає в тому, що якщо клієнти приходять до магазину по курчата-гриль, вони купуватимуть інші продукти, поки будуть там, зокрема гарніри з високою націнкою та алкогольні напої до курки. По-друге, курчат-гриль часто готують із домашньої птиці, яка ось-ось досягне свого «найкращого терміну» і в іншому випадку повинна бути знищена непроданою. За рахунок приготування та продажу курчат продуктові магазини можуть окупити частину своїх витрат.

## За регіонами

### Австралія
У двох великих супермаркетах, Coles і Woolworths, продають курчат, приготованих у великих духовках. Поширеним варіантом місцевого магазину з рибою та картоплею є той, де також продають курчата на вугіллі, перетерті та приготовані на вугіллі.[джерело?]

### Канада
Курка-гриль була популярною їжею в Канаді з 1950-х років і є основним продуктом канадської поп-культури.[джерело?]
Дві мережі канадських повсякденних ресторанів, Swiss Chalet і St-Hubert, домінують на ринку курки, хоча страва також є центральним продуктом для інших канадських мереж, популярних міжнародних мереж, таких як Nandos, або окремих ресторанів. Swiss Chalet має кабельний канал, який транслює виключно контент, пов'язаний із курчатами-гриль, «двадцять чотири години на добу, сім днів на тиждень». Зазвичай він провітрює курчат, які обертаються на грилі. Час від часу з'являється танцюючий чоловік у костюмі, який виглядає «як ємність із соусом Swiss Chalet».
Більшість канадських мереж супермаркетів (включаючи Costco) продають курку-гриль як лідера збитків, подібно до супермаркетів у Сполучених Штатах.

### Франція
Наполеон Бонапарт був частим споживачем курчат-гриль.

### Мексика
У Мексиці курку-гриль називають «pollo asado» або «pollo rostizado» (що буквально означає «курка-гриль» і «смажена курка» відповідно). Курку-гриль часто продають у ресторанах, що спеціалізуються на курці-гриль, і їдять її з коржиками, сальсою та гарнірами арроз-рохо та смаженою квасолею; його також можна знайти в супермаркетах або складських клубах, таких як Costco або Sam's Club, подібних до супермаркетів у Сполучених Штатах.[джерело?]

### Перу
Полло аля браса (буквально «смажена курка») є національною стравою, перуанці споживають її в середньому тричі на місяць, а ресторани, що працюють на курці-гриль, становлять 40 % індустрії швидкого харчування в країні. Курка-гриль по-перуанськи набуває дедалі більшої популярності в усьому світі, особливо у Сполучених Штатах, де за останні два десятиліття відкрилася велика кількість таких ресторанів.[джерело?]

### США
У Сполучених Штатах готові до вживання кури-грилі були доступні в супермаркетах і деяких м'ясних магазинах протягом більшої частини двадцятого століття. Однак вони не стали широко доступними для споживачів до початку 1990-х, коли Бостонський ринок допоміг популяризувати продаж упакованих курчат-гриль.
Зараз дуже популярні кури-гриль. У 2010 році 600 мільйонів курей, приготованих на грилі, придбали споживачі «в американських супермаркетах, клубних магазинах і подібних торгових точках». У 2018 році заклади громадського харчування та роздрібні магазини продали понад 900 мільйонів курчат-гриль.
У США курчатам, яких готують на грилі, можна вводити розсіл, щоб зберегти вологу. Додаткові інгредієнти можуть бути використані для додання смаку та підрум'янення курки, такі як жирна смола, дріжджовий екстракт, триполіфосфат натрію та натуральні ароматизатори.
Більшість великих американських супермаркетів (включаючи Costco та Sam's Club) продають курку-гриль як лідера збитків.[джерело?]

#### Costco та кури-гриль
Costco є одним із найбільших виробників і продавців курчат-гриль у Сполучених Штатах, і один коментатор описав її як «беззаперечного короля курей-гриль». У 2017 році Costco продала приблизно 87 мільйонів курчат-гриль у Сполучених Штатах. У 2021 році це число зросло до 106 мільйонів курей. Фінансовий директор Costco, Річард Галанті, неодноразово відкидав припущення про те, що Costco може в кінцевому підсумку підвищити вартість своїх курей вище $4,99,, що є ціною курки-гриль Costco із 2009 року.
У 2017 році Costco розпочала будівництво нового об'єкта площею 414 акрів у Фрімонті, штат Небраска, який включатиме інкубаторій, комбікормовий завод і переробний завод. Об'єкт, який, як очікується, вироблятиме близько 100 мільйонів курей на рік, або приблизно 40 відсотків потреб Costco, коштує від 275 до 400 мільйонів доларів США. Завод відкритий у 2019 році та працює як Lincoln Premium Poultry.
У 2024 році генеральний директор Рон Вакріс повторив, що Costco доклала «великих зусиль», щоб зберегти ціни на свої хот-доги та курку-гриль, і пообіцяв, що підвищення цих цін не відбудеться за його годинником.

#### Інтернет знаменитості
У 2022 році Олександр Томінський, офіціант із Філадельфії, став місцевою знаменитістю після того, як їв курку-гриль щодня протягом 40 днів поспіль.
Також у 2022 році іспаномовний користувач TikTok @donpollo2982 став відомим у червні після того, як опублікував відео, на яких він їсть їжу у своїй машині, як правило, курку-гриль, при цьому його часто переривають звуки, які видає його смартфон Android.

## Галерея

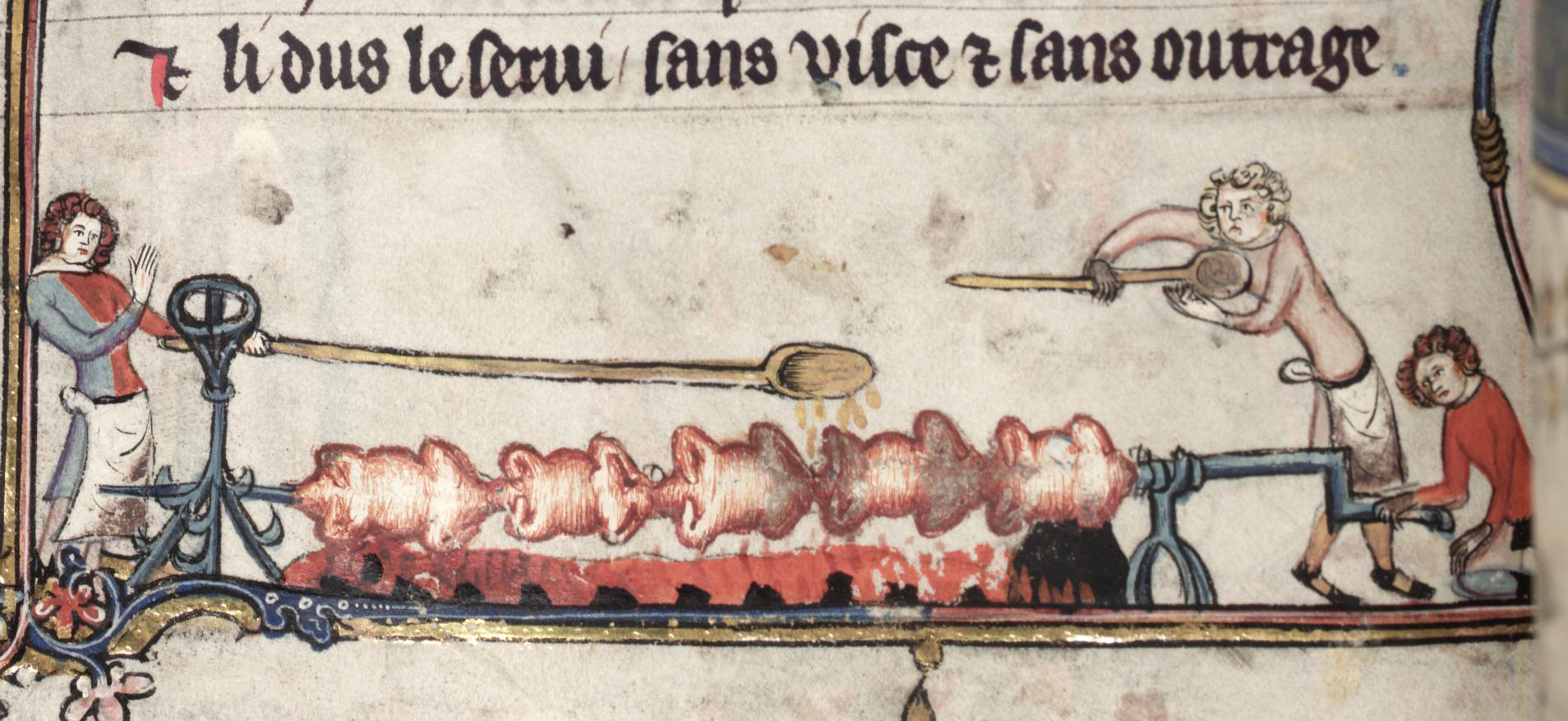
Курчата смажаться на рожні. Роман про Александра, Брюгге, 1338-44 (Бодліанська бібліотека, Оксфорд, MS 264 лист 170v)
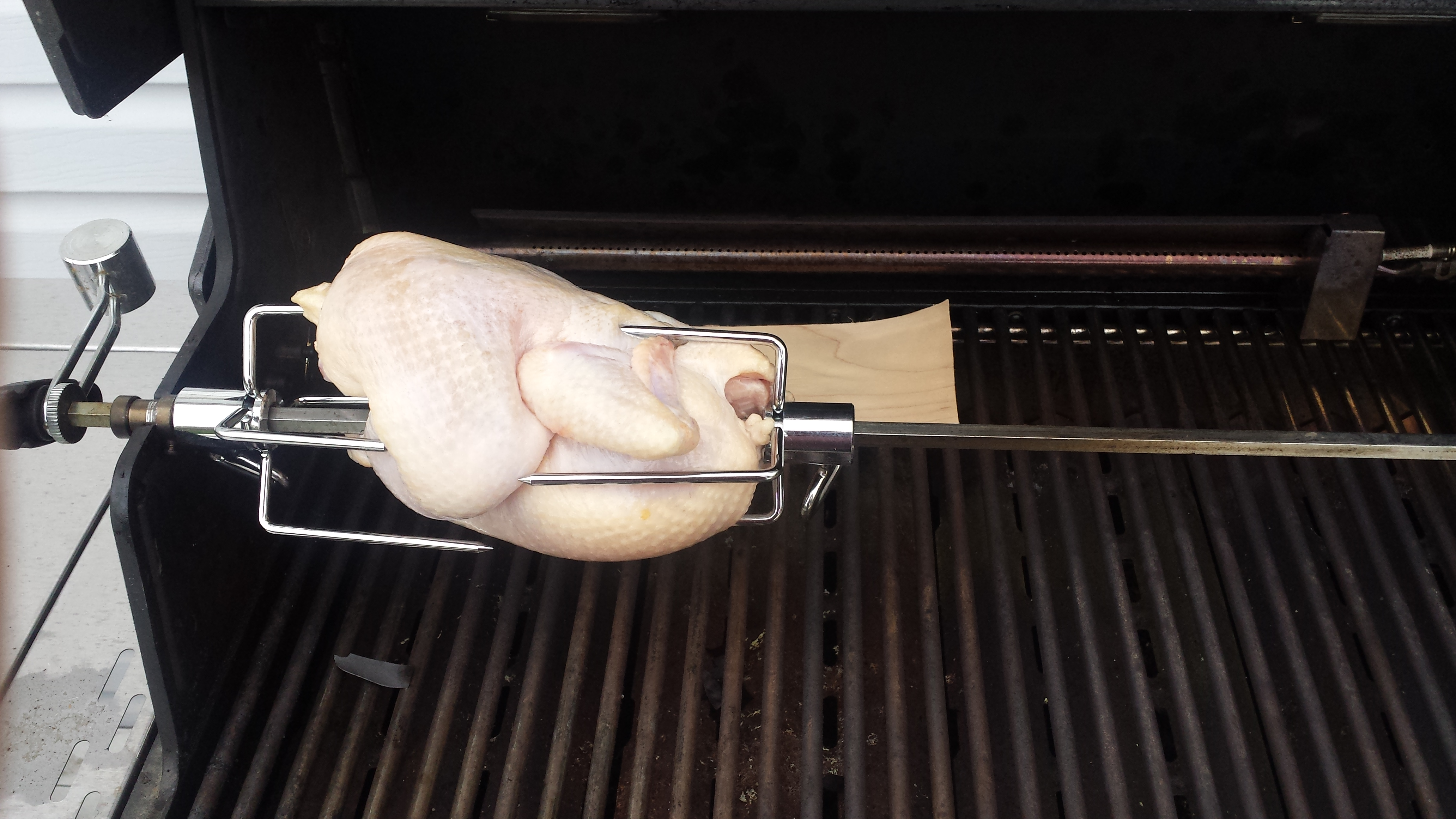
Курка-гриль, підготовлена для приготування на мангалі
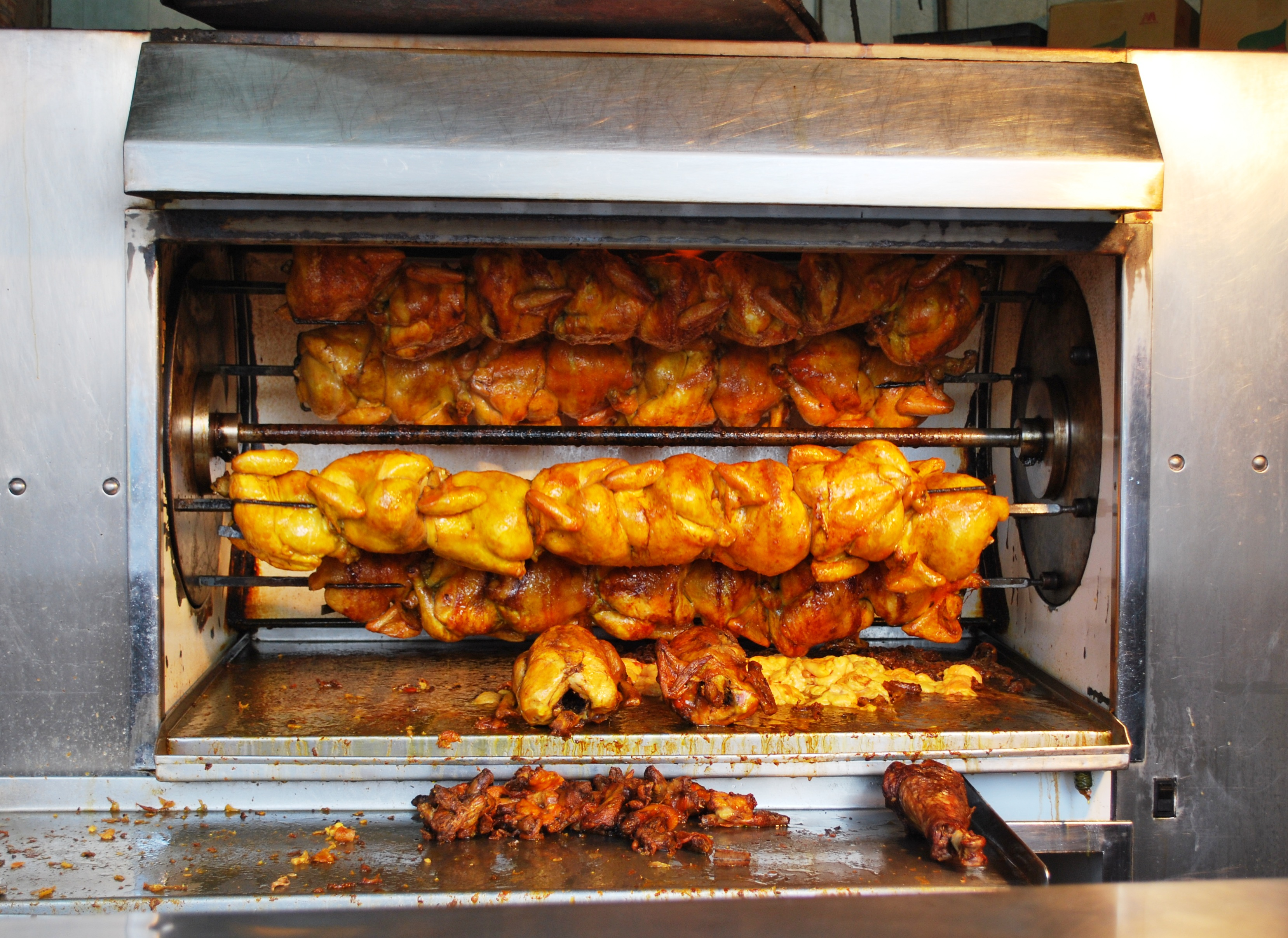
Курка-гриль (pollo rostizado) готується в магазині на винос у районі Обрера в Мехіко
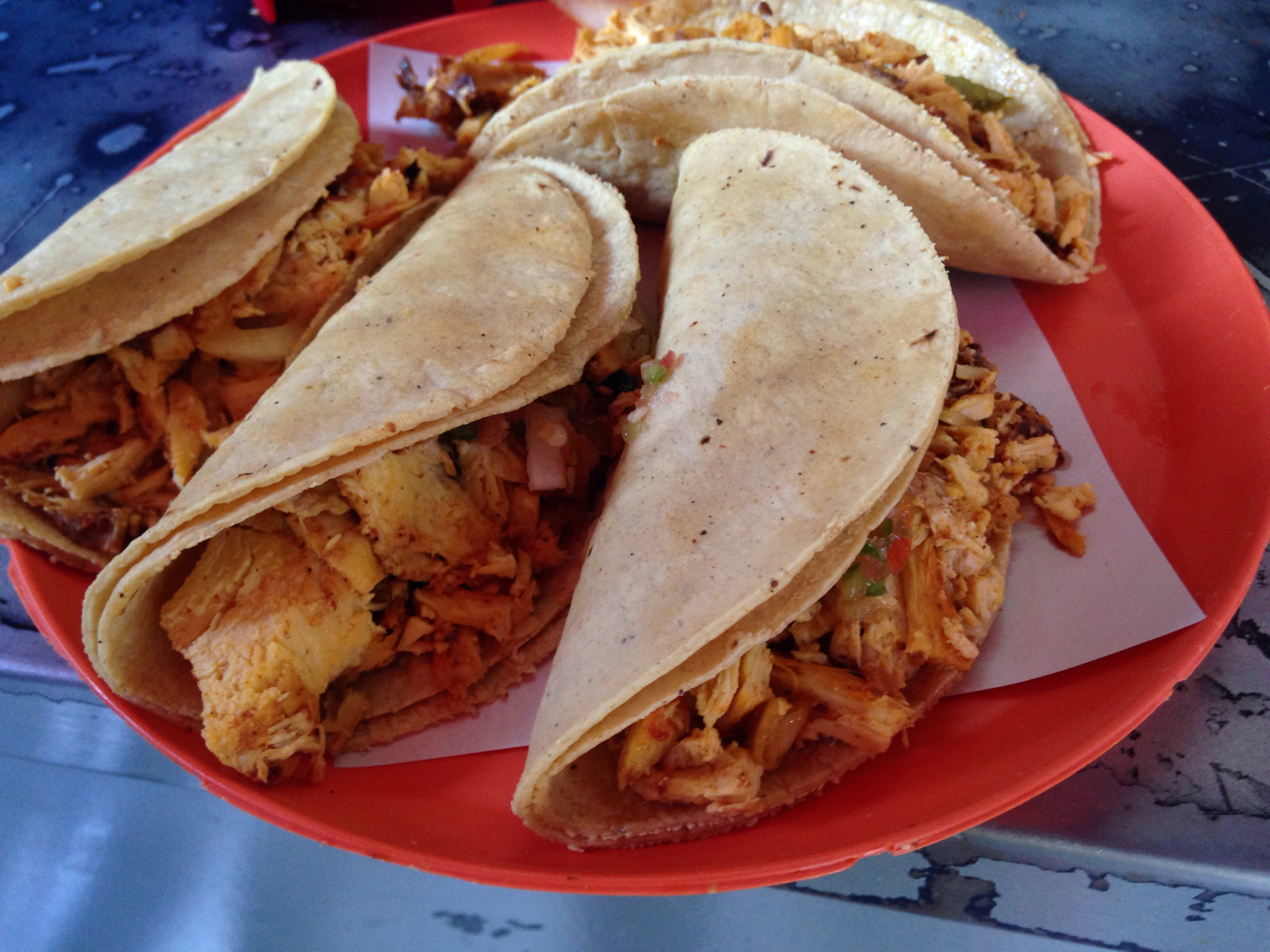
Смажені курячі тако, колонія Кондеса, Мехіко
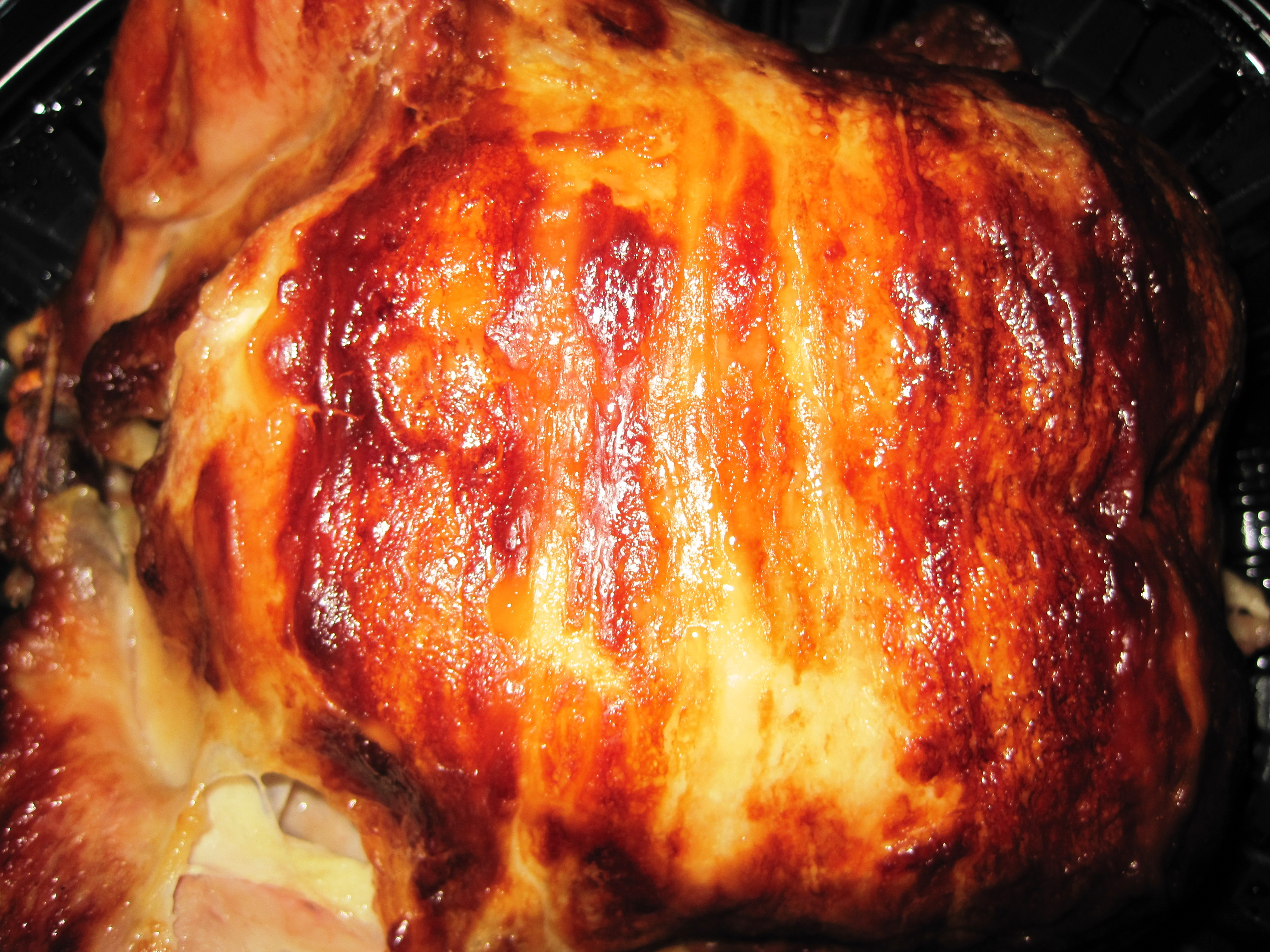
Курка-гриль Costco
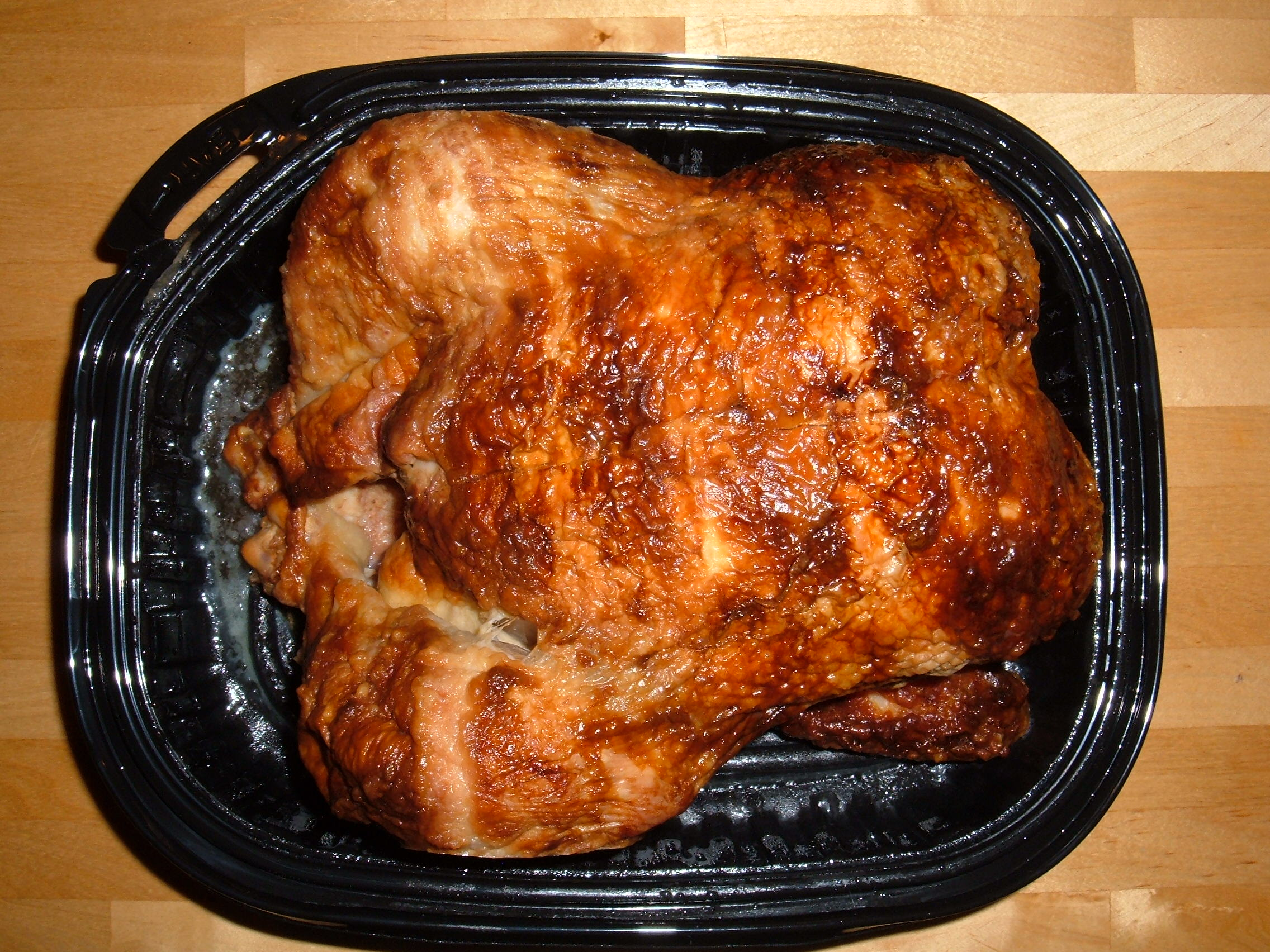
Упакована курка-гриль
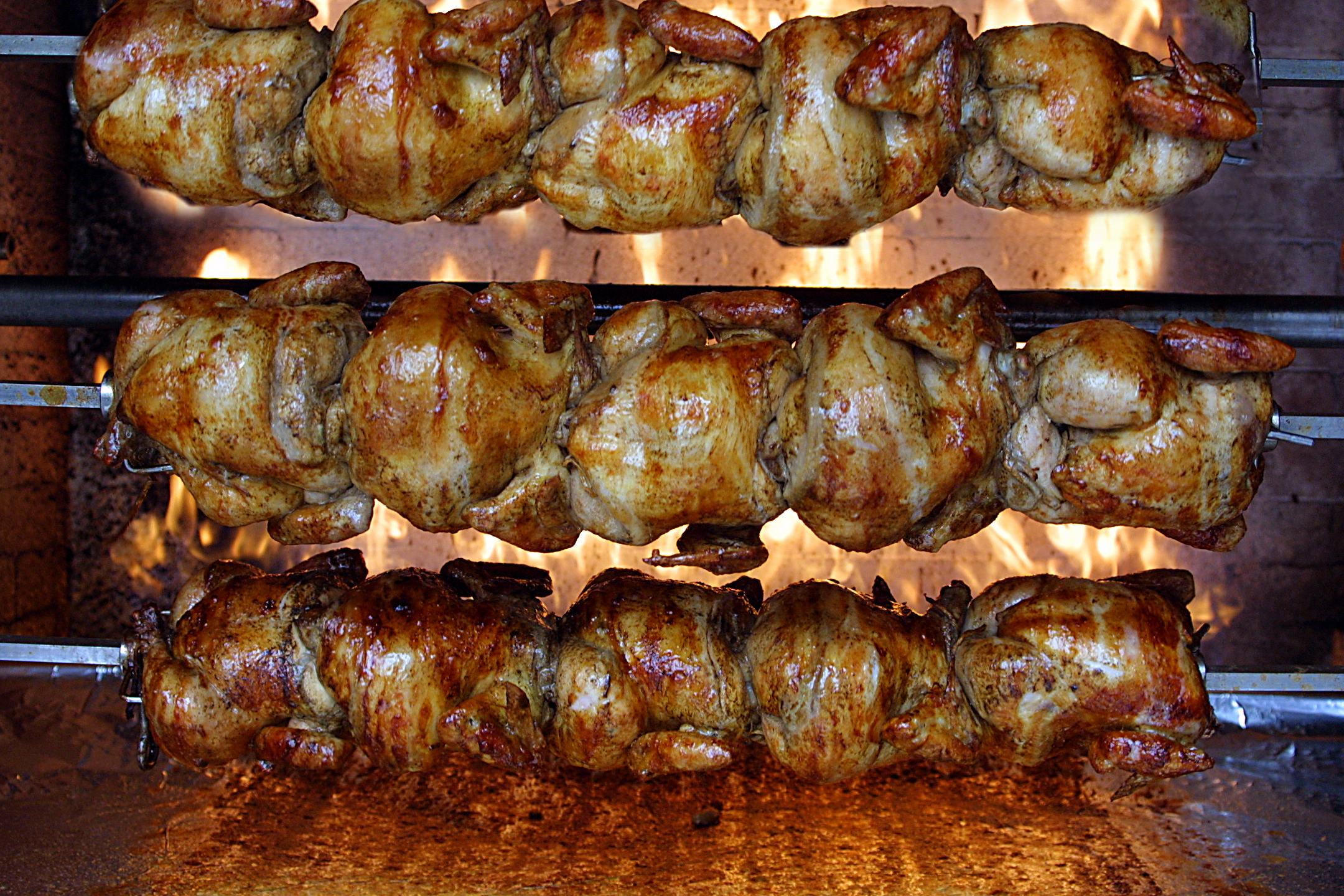
Курка-гриль готується в ресторані в Каліфорнії
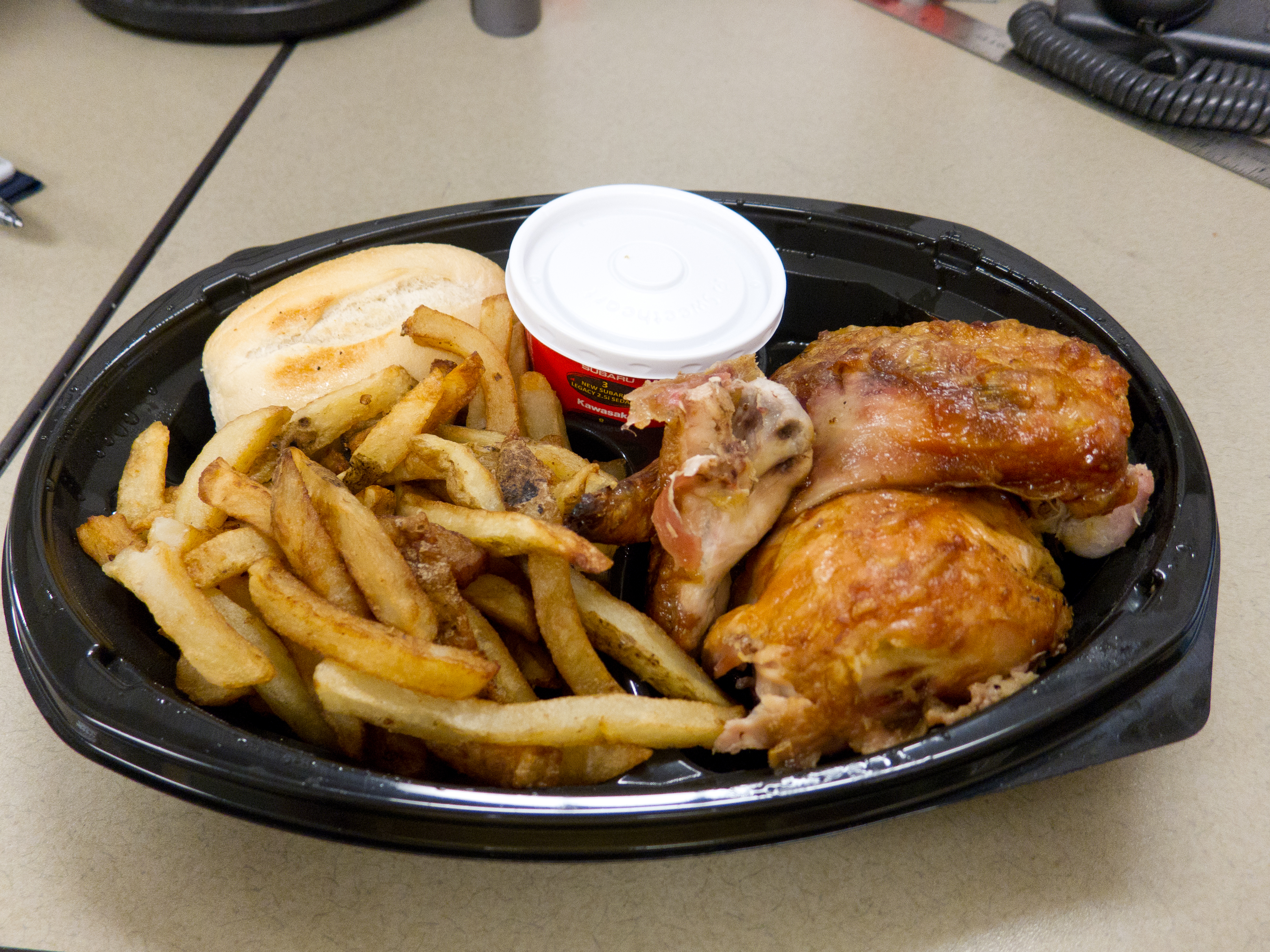
Swiss Chalet 1/2 куряча вечеря, замовлена на винос